# Dream On (Naoya Urata)
Dream On è un brano musicale del cantante giapponese Naoya Urata, con il featuring di Ayumi Hamasaki, pubblicato come singolo il 22 dicembre 2010. Dream On rappresenta il debutto da solista di Naoya Urata, membro del gruppo AAA. Si tratta della prima collaborazione della Hamasaki dal 2001, anno in cui registrò A Song Is Born (con Keiko). Inoltre, è il ventiseiesimo singolo consecutivo della cantante ad arrivare alla vetta della classifica dei singoli più venduti in Giappone, ed il trentanovesimo in totale.

## Tracce
CD
Testi e musiche di Ayumi Hamasaki e Hara Kazuhiro.
1. Dream On (Original Mix)
2. Dream On (Broken Haze Remix)
3. Dream On (Original Mix Instrumental)

DVD
1. Dream On (Video Clip)
2. Dream On (Making Clip)

## Classifiche
| Classifica            | Posizione più alta |
| --------------------- | ------------------ |
| Oricon Weekly singles | 1                  |